# آرورا (نبراسکا)
آرورا(به انگلیسی: Aurora) شهری در ایالت نبراسکا کشور ایالات متحده آمریکا است که جمعیت آن در سرشماری سال ۲۰۱۰ میلادی، ۴٬۴۷۹ نفر بوده‌است.